# 薩克森-希爾德布格豪森的路易絲
薩克森-希爾德布格豪森的路易絲（德語：Luise von Sachsen-Hildburghausen，1794年1月28日—1825年4月6日），拿騷公爵夫人，薩克森-希爾德布格豪森公爵腓特烈的女兒。

## 家庭
1813年，路易絲與拿騷-威爾堡的威廉結婚，兩人共有4子3女：
1. 特蕾莎（1815年—1871年）
2. 阿道夫（1817年—1905年）
3. 威廉（1819年—1823年），夭折
4. 莫里茲（1820年—1850年）
5. 瑪麗（1822年—1824年），夭折
6. 威廉（1823年—1828年），夭折
7. 瑪麗（1825年—1902年）